# Jeux olympiques d'hiver de 2022
Pour les Jeux d’athlètes atteints de handicap, voir Jeux paralympiques d'hiver de 2022.
Les Jeux olympiques d'hiver de 2022, officiellement connus comme les XXIVes Jeux olympiques d'hiver, ont lieu à Pékin en Chine du 4 au 20 février 2022. Pékin obtient les Jeux lors de sa première candidature en s'imposant face à la ville d'Almaty au Kazakhstan. C'est la deuxième fois qu'une ville chinoise organise les Jeux olympiques après les Jeux d'été de 2008 déjà célébrés à Pékin qui devient ainsi la première ville de l'histoire à accueillir à la fois les Jeux olympiques d'été et d'hiver. 
Ces Jeux d'hiver se déroulent sur trois sites principaux : Pékin, où les installations des Jeux d'été 2008 sont réutilisées pour la plupart des sports de glace mais où se trouve aussi le tremplin de Big Air (ski acrobatique et snowboard), Yanqing à 90 km de la capitale pour le ski alpin et la piste de bobsleigh, luge et skeleton, et Zhangjiakou, à 190 km, pour le ski acrobatique, le snowboard, le biathlon, le ski de fond, le saut à ski et le combiné nordique. Toutes les épreuves de neige se disputent sur de la neige de culture artificielle. Sept nouvelles épreuves sont inscrites au programme, mixtes par équipes pour la plupart, mais aussi individuellement, le monobob féminin et le Big Air à skis. 
Le 17 janvier 2022, devant la progression de la pandémie de Covid-19, le comité olympique prend finalement la décision, inédite dans l'histoire des JO d'hiver, de ne pas vendre de billets au grand public (résidents ou venant de l’étranger).
La Norvège, meilleure nation olympique hivernale depuis les origines, domine encore largement le tableau des médailles, au nombre de 37 dont 16 titres (nouveau record de médailles d'or dans une édition des Jeux d'hiver), suivie par l'Allemagne, qui remporte notamment neuf des dix titres mis en jeu sur la piste de bobsleigh, luge et skeleton, avec un nouveau Grand Chelem en luge, et un deuxième doublé de Francesco Friedrich en bob à deux et à quatre, après celui de 2018. La Chine à domicile obtient son meilleur résultat aux Jeux d'hiver, avec neuf titres et quinze médailles, alors que les Pays-Bas totalisent huit médailles d'or et dix-sept podiums grâce à leurs patineurs de vitesse et de short track. La Suisse atteint un bilan historique en ski alpin avec cinq victoires et neuf podiums. 
Les athlètes les plus médaillés de ces Jeux sont trois biathlètes et un skieur de fond qui montent chacun sur cinq podiums : Marte Olsbu Røiseland, Quentin Fillon Maillet, Johannes Thingnes Bø (ce dernier avec quatre médailles d'or, étant l'athlète le plus couronné de ces Jeux), ainsi que le fondeur du comité olympique russe Alexander Bolshunov. Comme Røiseland,  il s'adjuge trois médailles d'or à Pékin, ce que réalisent également Irene Schouten en patinage de vitesse et Therese Johaug en ski de fond. Quant à Ireen Wust, elle parvient à treize médailles en cinq participations aux Jeux d'hiver en patinage de vitesse, avec la particularité record d'avoir été médaillée cinq fois consécutivement sur 1500 m. Ariana Fontana remporte elle aussi des récompenses sur cinq Jeux, et détient désormais le record de podiums en short track avec onze médailles. 
Gu Ailing est la sensation chinoise de cette XXIVe édition hivernale, avec un triplé de podiums inédit en ski acrobatique : l'or en Big Air et en halfpipe, l'argent en slopestyle. La quinzaine olympique est également marquée par l'imbroglio autour de la patineuse artistique Kamila Valieva, arrivée à 15 ans en grande favorite et d’abord gagnante de la compétition mixte par équipes avec le comité olympique russe, avant qu’un contrôle antidopage positif, effectué deux mois plus tôt, soit révélé. Finalement autorisée à concourir dans la compétition féminine par le tribunal arbitral du sport, la jeune russe rate son programme libre en chutant plusieurs fois sur la glace.  
Le soir de la cérémonie de clôture, le 20 février, Pékin transmet le drapeau olympique à Milan-Cortina où se dérouleront en 2026 les XXVe Jeux d'hiver.

## Sélection de la ville hôte
Le 15 novembre 2013, le CIO annonce la liste des six villes requérantes. Trois d'entre elles se retirent en 2014 avant le choix des villes candidates : Stockholm la première le 17 janvier, puis Cracovie le 26 mai et enfin Lviv le 30 juin. Le 7 juillet, après la période d'évaluation des dossiers, le Comité international olympique annonce que les trois villes restantes requérantes sont retenues : Almaty, Pékin et Oslo.
Le 1er octobre 2014, Oslo retire à son tour sa candidature. Ainsi, seules Almaty et Pékin restent dans la course.
Le vote a lieu le 31 juillet 2015 à Kuala Lumpur, et le CIO n'a besoin que d'un seul tour pour désigner la ville hôte. Une abstention est comptabilisée au cours du vote.
| Résultats du choix de la ville candidate | Résultats du choix de la ville candidate | Résultats du choix de la ville candidate | Résultats du choix de la ville candidate |
| Ville candidate                          | Pays                                     | 1er tour                                 |                                          |
| ---------------------------------------- | ---------------------------------------- | ---------------------------------------- | ---------------------------------------- |
| Pékin                                    | Chine                                    | 44                                       |                                          |
| Almaty                                   | Kazakhstan                               | 40                                       |                                          |

## Organisation

### Comité d'organisation
Le comité a été créé le 15 décembre 2015. Il assume la responsabilité de l'organisation et de la coordination de la préparation et du déroulement des Jeux.
En juin 2017, Cai Qi, l'actuel secrétaire du Parti communiste de Pékin, est nommé président du comité d'organisation des Jeux olympiques et paralympiques d'hiver de 2022 à Pékin. Zhang Jiandong, député à la 13e Assemblée nationale populaire, est vice-président exécutif de Beijing 2022.

### Emblème
Le premier logo des Jeux n'est que provisoire et est dérivé du logo de la candidature auquel seule la mention Candidate city est supprimée. 
Le 15 décembre 2017, le Comité d'organisation dévoile les emblèmes olympique et paralympique définitifs des Jeux.

Logo de la candidature de Pékin pour les JO de 2022.
Logo officiel utilisé pour les JO de 2022.
Logo des Jeux paralympiques d'hiver de 2022.

### Mascotte

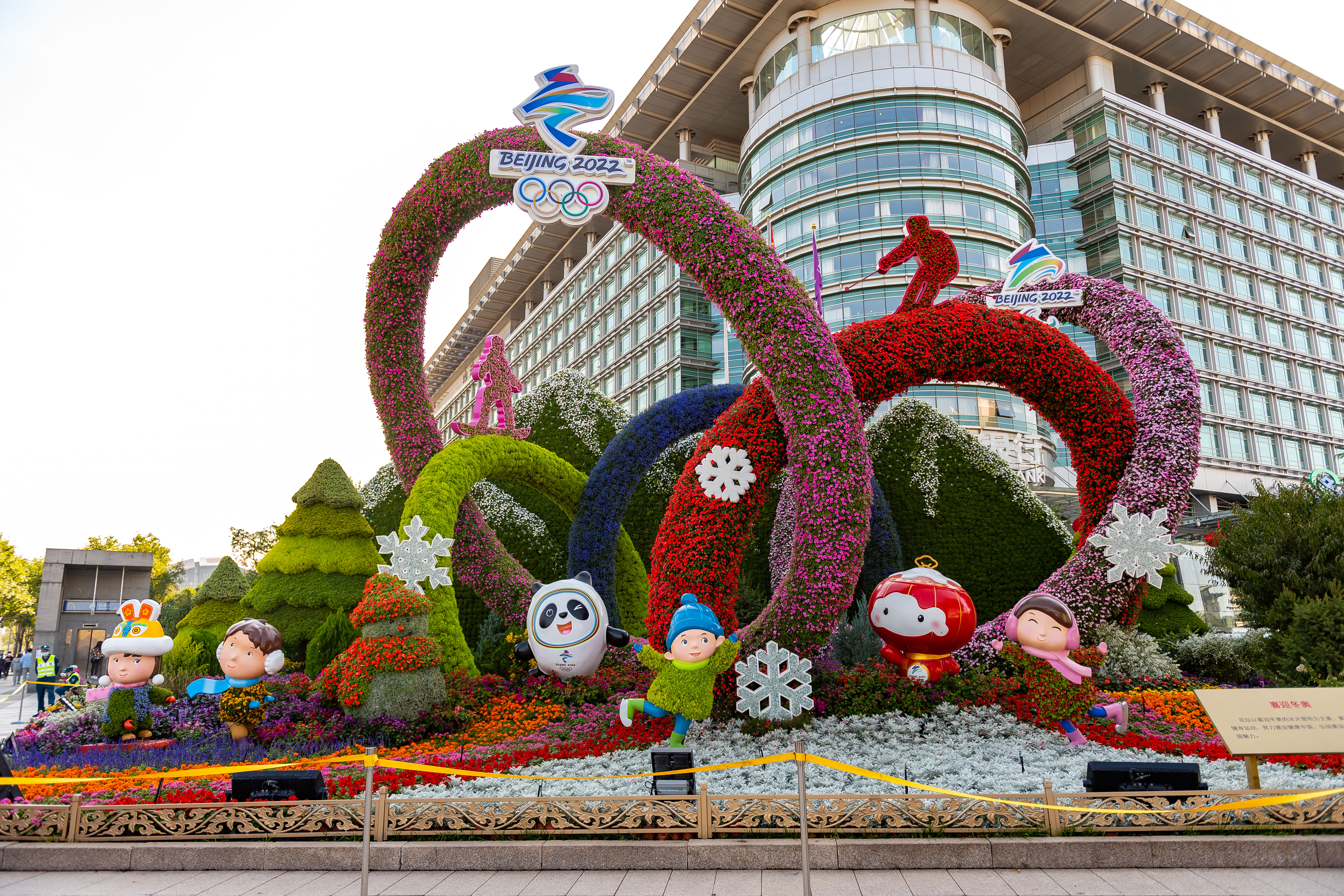
Parterre de fleurs aux couleurs des Jeux olympiques d'hiver à.

Bing Dwen Dwen (chinois : 冰墩墩 ; pinyin : Bīng Dūn Dūn) a été choisi pour être la mascotte des Jeux olympiques. Elle prend la forme d'un panda et elle est accompagnée par Shuey Rhon Rhon (chinois : 雪容融 ; pinyin : Xuě Róng Róng, une Lanterne chinoise qui est la mascotte des jeux paralympiques.
Le comité d'organisation de Beijing 2022 a reçu plus de 5 800 dessins de mascottes provenant de Chine et de 35 pays dans le cadre d'un concours mondial de design. Les projets ont été examinés par des experts chinois et étrangers et les sélections finales ont été effectuées par des équipes de l'Académie des Beaux-Arts de Guangzhou et de l'Université de Jilin des arts.

### Impacts du Covid-19
Après avoir reporté les Jeux olympiques d'été de Tokyo en 2021, la pandémie de Covid-19 avait également grandement perturbé l'accueil du public puisque toutes les parties prenantes, dont le CIO, avaient décidé que les Jeux olympiques se dérouleraient à huis clos sur les sites de Tokyo. Exceptionnellement, certains des sites hors de la métropole, comme Izu (cyclisme), avaient finalement accepté des spectateurs résidant au Japon. Cette exception n'a pas été renouvelée lors des jeux paralympiques.
Six mois plus tard, la question est encore d'actualité pour le comité d'organisation chinois. Le pays ne choisit pas le huis-clos et annonce en septembre 2021 que seules les personnes résidant en Chine pourront y accéder sans que les organisateurs n’annoncent encore de jauge.
Des mesures sanitaires restrictives sont annoncées en décembre 2021 pour assister aux matchs de hockey sur glace au Palais national omnisports imposant aux spectateurs d’être vaccinés.
La Ligue nationale de hockey a déclaré que ses joueurs ne pourraient pas être présents aux Jeux de Pékin car les créneaux du 6 au 22 février dévolus initialement à la participation aux Jeux olympiques sont finalement utilisés pour reprogrammer des matches de la saison,.
Finalement, le 17 janvier 2022, devant la progression de la pandémie, le comité de coordination prend la décision de ne pas vendre de billets au grand public (résidents ou venant de l’étranger). Certaines personnalités pourront être invitées, mais aucune précision sur ces invitations n’est donnée. C’est la première fois, dans toute l’histoire des JO d'hiver, que cet événement inédit se produit.

### Relais de la flamme olympique
Le relais de la flamme a débuté le 18 octobre 2021 en Grèce. 

Le 20 octobre 2021, la flamme arrive en Chine et le traditionnel relais de la flamme n'aura lieu que sur trois jours du 2 au 4 février 2022 sur les différents sites de compétition.

### Cérémonie d'ouverture
Pour la parade des Nations, le CIO a depuis la liste des porte-drapeaux à la cérémonie d'ouverture des Jeux olympiques d'été de 2020 autorisé les comités nationaux à être représentés par deux porte-drapeau, un homme et une femme. Conformément à la tradition, la délégation ouvrant la marche est celle de la Grèce, en sa qualité de pays fondateur des Jeux olympiques, et la dernière, clôturant la parade, est celle du pays hôte, ici la Chine, précédé du pays qui accueillera les Jeux suivants, ici l'Italie. Comme toujours, l'ensemble des autres comités nationaux défilent dans l'ordre alphabétique de la langue de la nation organisatrice des Jeux, le chinois mais selon la méthode de classement employée dans les dictionnaires chinois, comme pour la parade des Jeux de Pékin en 2008.

### Cérémonie de clôture
Zhang Yimou est également le directeur de la cérémonie de clôture des Jeux paralympiques d'hiver de 2022.
Giuseppe Sala  , le maire de Milan,aux côtés de Gianpietro Ghedina, maire de Cortina d'Ampezzo, a reçu le drapeau olympique des mains du maire de Pékin pour la remise du drapeau olympique en vue des prochains Jeux olympiques d'hiver qui se tiendront à Milan et à Cortina d'Ampezzo.

### Médias
Le centre principal des médias ouvre début janvier 2022 ; œuvre de l’architecte français Christian de Portzamparc, le nouveau centre édifié dans le prolongement du Chinese National Convention Center couvre plus 98 000 m qui sont utilisés par plusieurs milliers de journalistes et techniciens le temps de l’événement olympique et paralympique, avec une répartition des équipes entre le Centre Principal de Presse (CPP) et le Centre International de Radio et Télévision (CIRTV).
Les Jeux olympiques d'hiver de 2022 sont diffusés par un certain nombre de diffuseurs à travers le monde. Comme les années précédentes, le service olympique de radiotélévision (OBS) produit le flux mondial que les diffuseurs locaux utilisent sur leur couverture. Dans la plupart des régions, les droits de diffusion ont été commercialisés parallèlement à ceux des Jeux olympiques d'hiver de 2014, allant parfois sur une décennie de couverture comme Grupo Globo ou NBCUniversal qui ont obtenu les droits de diffusion pour toutes les versions des Jeux olympiques jusqu'en 2032.
Partout en Europe, les compétitions sont diffusées sur le réseau Eurosport jusqu'en 2024. En Chine, pays hôte, les jeux sont diffusés par le radiodiffuseur public CCTV.
Ci-dessous la liste des diffuseurs sélectionnés :
- Allemagne – Discovery Communications / Eurosport et ARD/ZDF[21] ;
- Canada – ICI Radio-Canada Télé et Réseau des sports (français) | Canadian Broadcasting Corporation et The Sports Network (anglais) ;
- Corée du Sud – SBS[22] ;
- Europe – Discovery Communications / Eurosport ;
- France – Discovery Communications (Eurosport)[23] / France Télévisions
- Belgique - RTBF
- États-Unis - NBC
- Suisse - RTS [24]
- Vietnam - KJSM

L'édition 2022 du Super Bowl est programmée le 13 février 2022 pendant les Jeux olympiques, une première dans son histoire. En mars 2019, NBC renonce à son droit de diffusion pour la finale 2022 et échange avec CBS le Super Bowl LV de 2021 (CBS, Fox et NBC diffusent alternativement le Super Bowl sur une rotation de trois ans).

## Sites olympiques
Les trois sites sont :
- Pékin, qui regroupe les sites de compétition des cinq sports de glace (hockey, curling, patinage artistique, patinage de vitesse et patinage de vitesse sur piste courte). La plupart de ces sites sont d'anciennes installations des Jeux olympiques de 2008.
- La montagne Xiaohaituo au nord-ouest de Pékin, à 90 km du centre de la ville, où ont lieu les compétitions de luge, bobsleigh et skeleton ainsi que celles de ski alpin.
- La région de Taizicheng dans le Xian de Chongli, près de Zhangjiakou, à 220 km de Pékin et 130 km de la zone de montagne de Xiaohaituo, où se tiennent tous les autres sports de neige[26].

Afin de relier ces sites distants, la Chine s'est employée à réaliser la ligne à grande vitesse Pékin - Zhangjiakou, entrée en service commercial le 30 décembre 2019. Elle relie la gare de Pékin-Nord à Zhangjiakou avec un trajet de seulement 47 minutes (pour plus de trois heures auparavant).

Emplacement des trois zones olympiques.

| \| Stade national Palais omnisports de la capitale Palais omnisports de Wukesong Palais national omnisports Centre national de natation Anneau national de patinage de vitesse \| Six des sept sites olympiques de la Zone de Pékin. |
| Stade national Palais omnisports de la capitale Palais omnisports de Wukesong Palais national omnisports Centre national de natation Anneau national de patinage de vitesse                                                          |

| Stade national Palais omnisports de la capitale Palais omnisports de Wukesong Palais national omnisports Centre national de natation Anneau national de patinage de vitesse |

### Zone de Pékin
- Stade national – cérémonies d'ouverture et de clôture
- Palais omnisports de la capitale – patinage artistique, patinage de vitesse sur piste courte
- Centre sportif de Wukesong – patinoire principale de hockey sur glace
- Palais national omnisports – seconde patinoire de hockey sur glace
- Centre national de natation – curling
- Anneau national de patinage de vitesse – patinage de vitesse sur piste longue
- Big Air Shougang – snowboard, ski acrobatique

### Zone de Yanqing -Grand Zhuangke de l'Ouest(zh)
- Centre national de ski alpin – ski alpin
- Centre national des sports de glisse – bobsleigh, luge et skeleton

### Zone de Zhangjiakou -Taizicheng
- Centre de ski nordique et de biathlon de Guyangshu
  - Centre de biathlon – biathlon
  - Centre de ski de fond – ski de fond, combiné nordique
  - Ruyi des neiges (centre national de saut à ski) – saut à ski, combiné nordique
- Parc de neige de Genting – snowboard, ski acrobatique

## Nations participantes
En 2019, la Russie est exclue des Jeux olympiques 2020 et 2022 par l'Agence mondiale antidopage pour dopage organisé. Les Russes peuvent participer sous une bannière neutre « ROC » (pour Russian Olympic Committee) aux Jeux olympiques.
Le 8 septembre 2021, la commission exécutive du CIO a suspendu le Comité national olympique nord-coréen jusqu'à la fin de 2022 au moins pour violation de la Charte olympique, en raison de son refus d'envoyer des athlètes aux Jeux olympiques d'été de 2020 au motif de préoccupations liées à la COVID-19. Le pays pourra peut-être envoyer des athlètes neutres sous le drapeau olympique.
Parmi les nations faisant leurs débuts dans la compétition d'hiver, Haïti est présente avec la qualification du skieur alpin Richardson Viano sous réserve de satisfaire aux critères de sélection. L'Arabie saoudite fait également ses débuts aux Jeux olympiques d'hiver.
| Afrique | Amérique | Asie | Europe | Océanie                                                          |
| --- | --- | --- | --- | ---------------------------------------------------------------- |
| - Érythrée (1) - Ghana (1) - Madagascar (1) - Maroc (1) - Nigeria (1) | - Argentine (6) - Bolivie (2) - Brésil (10) - Canada (211) - Chili (4) - Colombie (3) - Équateur (1) - États-Unis (223) - Haïti (1) - Îles Vierges des États-Unis (1) - Jamaïque (6) - Mexique (4) - Pérou (1) - Porto Rico (2) - Trinité-et-Tobago (2) | - Arabie saoudite (2) - Chine (171) - Corée du Sud (63) - Hong Kong (3) - Inde (1) - Iran (3) - Japon (124) - Kazakhstan (34) - Kirghizistan (1) - Liban (3) - Malaisie (2) - Mongolie (2) - Ouzbékistan (1) - Pakistan (1) - Philippines (1) - Taipei chinois (Taïwan) (4) - Thaïlande (4) - Timor oriental (1) | \| - Albanie (1) - Allemagne (149) - Andorre (5) - Arménie (6) - Autriche (108) - Azerbaïdjan (2) - Belgique (20) - Biélorussie (24) - Bosnie-Herzégovine (6) - Bulgarie (16) - Chypre (1) - Croatie (11) - Danemark (62) - Espagne (14) - Estonie (26) - Finlande (95) - France (86) - Géorgie (9) - Grande-Bretagne (50) - Grèce (5) - Hongrie (14) - Irlande (6) - Islande (5) - Israël (6) - Italie (113) \| - Kosovo (2) - Lettonie (58) - Liechtenstein (2) - Lituanie (13) - Luxembourg (2) - Macédoine du Nord (3) - Malte (1) - Moldavie (5) - Monaco (3) - Monténégro (3) - Norvège (73) - Pays-Bas (41) - Pologne (57) - Portugal (3) - Roumanie (22) - ROC (212) - Saint-Marin (2) - Serbie (2) - Slovaquie (50) - Slovénie (43) - Suède (116) - Suisse (168) - Tchéquie (114) - Turquie (7) - Ukraine (41) \| | - Australie (44) - Nouvelle-Zélande (15) - Samoa américaines (1) |
| 5 pays | 15 pays | 18 pays | 50 pays | 3 pays                                                           |
| - Albanie (1) - Allemagne (149) - Andorre (5) - Arménie (6) - Autriche (108) - Azerbaïdjan (2) - Belgique (20) - Biélorussie (24) - Bosnie-Herzégovine (6) - Bulgarie (16) - Chypre (1) - Croatie (11) - Danemark (62) - Espagne (14) - Estonie (26) - Finlande (95) - France (86) - Géorgie (9) - Grande-Bretagne (50) - Grèce (5) - Hongrie (14) - Irlande (6) - Islande (5) - Israël (6) - Italie (113) | - Kosovo (2) - Lettonie (58) - Liechtenstein (2) - Lituanie (13) - Luxembourg (2) - Macédoine du Nord (3) - Malte (1) - Moldavie (5) - Monaco (3) - Monténégro (3) - Norvège (73) - Pays-Bas (41) - Pologne (57) - Portugal (3) - Roumanie (22) - ROC (212) - Saint-Marin (2) - Serbie (2) - Slovaquie (50) - Slovénie (43) - Suède (116) - Suisse (168) - Tchéquie (114) - Turquie (7) - Ukraine (41) | | |                                                                  |

## Compétitions

### Sports au programme
Ces Jeux comprennent 109 épreuves (52 épreuves masculines, 46 féminines et 11 mixtes) pour quinze disciplines.

| Disciplines                          | Disciplines            | Catégorie | Catégorie | Catégorie |       |
| Disciplines                          | Disciplines            | Hommes    | Femmes    | Mixte     | Total |
| ------------------------------------ | ---------------------- | --------- | --------- | --------- | ----- |
| Biathlon                             | Biathlon               | 5         | 5         | 1         | 11    |
| Bobsleigh                            | Bobsleigh              | 2         | 2         |           | 4     |
| Combiné nordique                     | Combiné nordique       | 3         |           |           | 3     |
| Curling                              | Curling                | 1         | 1         | 1         | 3     |
| Hockey sur glace                     | Hockey sur glace       | 1         | 1         |           | 2     |
| Luge                                 | Luge                   | 2         | 1         | 1         | 4     |
| Patinage artistique                  | Patinage artistique    | 1         | 1         | 3         | 5     |
| Patinage de vitesse                  | Patinage de vitesse    | 7         | 7         |           | 14    |
| Saut à ski                           | Saut à ski             | 3         | 1         | 1         | 5     |
| Patinage de vitesse sur piste courte | Short track            | 4         | 4         | 1         | 9     |
| Skeleton                             | skeleton               | 1         | 1         |           | 2     |
| Ski acrobatique                      | Ski acrobatique        | 6         | 6         | 1         | 13    |
| Ski alpin                            | Ski alpin              | 5         | 5         | 1         | 11    |
| Ski de fond                          | Ski de fond            | 6         | 6         |           | 12    |
| Snowboard                            | Snowboard              | 5         | 5         | 1         | 11    |
| Total (15 disciplines)               | Total (15 disciplines) | 52        | 46        | 11        | 109   |

Sept nouvelles épreuves sont introduites à Pékin :
- épreuve de cross par équipes mixtes en snowboard ;
- épreuve de bob monoplace féminin en bobsleigh ;
- épreuve de relais mixte en patinage de vitesse sur piste courte ;
- épreuve de saut par équipes mixtes en saut à ski ;
- épreuves de Big Air masculin et féminin et épreuve de saut par équipes mixtes en ski acrobatique.

### Calendrier
|  | Cérémonies |  | Jour de compétition | 4 | Jour de finale (Nombre de finales) |  | Gala d’exhibition |

| Sports                             | Sports           | Sports                          | Jour de compétition (février 2022) | Jour de compétition (février 2022) | Jour de compétition (février 2022) | Jour de compétition (février 2022) | Jour de compétition (février 2022) | Jour de compétition (février 2022) | Jour de compétition (février 2022) | Jour de compétition (février 2022) | Jour de compétition (février 2022) | Jour de compétition (février 2022) | Jour de compétition (février 2022) | Jour de compétition (février 2022) | Jour de compétition (février 2022) | Jour de compétition (février 2022) | Jour de compétition (février 2022) | Jour de compétition (février 2022) | Jour de compétition (février 2022) | Jour de compétition (février 2022) | Jour de compétition (février 2022) |
| Sports                             | Sports           | Sports                          | 2                                  | 3                                  | 4                                  | 5                                  | 6                                  | 7                                  | 8                                  | 9                                  | 10                                 | 11                                 | 12                                 | 13                                 | 14                                 | 15                                 | 16                                 | 17                                 | 18                                 | 19                                 | 20                                 |
| ---------------------------------- | ---------------- | ------------------------------- | ---------------------------------- | ---------------------------------- | ---------------------------------- | ---------------------------------- | ---------------------------------- | ---------------------------------- | ---------------------------------- | ---------------------------------- | ---------------------------------- | ---------------------------------- | ---------------------------------- | ---------------------------------- | ---------------------------------- | ---------------------------------- | ---------------------------------- | ---------------------------------- | ---------------------------------- | ---------------------------------- | ---------------------------------- |
| Cérémonies                         | Cérémonies       | Drapeau olympique               |                                    |                                    | O                                  |                                    |                                    |                                    |                                    |                                    |                                    |                                    |                                    |                                    |                                    |                                    |                                    |                                    |                                    |                                    | C                                  |
| Curling                            | Curling          | Pictogramme Curling             | C                                  | C                                  | C                                  | C                                  | C                                  | C                                  | 1                                  | C                                  | C                                  | C                                  | C                                  | C                                  | C                                  | C                                  | C                                  | C                                  | C                                  | 1                                  | 1                                  |
| Glisse                             | Bobsleigh        | Pictogramme Bobsleigh           |                                    |                                    |                                    |                                    |                                    |                                    |                                    |                                    |                                    |                                    |                                    | C                                  | 1                                  | 1                                  |                                    |                                    | C                                  | 1                                  | 1                                  |
| Glisse                             | Luge             | Pictogramme Luge                |                                    |                                    |                                    | C                                  | 1                                  | C                                  | 1                                  | 1                                  | 1                                  |                                    |                                    |                                    |                                    |                                    |                                    |                                    |                                    |                                    |                                    |
| Glisse                             | Skeleton         | Pictogramme Skeleton            |                                    |                                    |                                    |                                    |                                    |                                    |                                    |                                    | C                                  | 1                                  | 1                                  |                                    |                                    |                                    |                                    |                                    |                                    |                                    |                                    |
| Hockey sur glace                   | Hockey sur glace | Pictogramme Hockey sur glace    | C                                  | C                                  | C                                  | C                                  | C                                  | C                                  | C                                  | C                                  | C                                  | C                                  | C                                  | C                                  | C                                  | C                                  | C                                  | 1                                  | C                                  | C                                  | 1                                  |
| Patinage                           | Artistique       | Pictogramme Patinage artistique |                                    |                                    | C                                  |                                    | C                                  | 1                                  | C                                  |                                    | 1                                  |                                    | C                                  |                                    | 1                                  | C                                  |                                    | 1                                  | C                                  | 1                                  | G                                  |
| Patinage                           | Vitesse          | Pictogramme Patinage de vitesse |                                    |                                    |                                    | 1                                  | 1                                  | 1                                  | 1                                  |                                    | 1                                  | 1                                  | 1                                  | 1                                  |                                    | 2                                  |                                    | 1                                  | 1                                  | 2                                  |                                    |
| Patinage                           | Short-track      | Pictogramme Short-track         |                                    |                                    |                                    | 1                                  |                                    | 2                                  |                                    | 1                                  |                                    | 1                                  |                                    | 2                                  |                                    |                                    | 2                                  |                                    |                                    |                                    |                                    |
| Ski acrobatique                    | Ski acrobatique  | Pictogramme Ski acrobatique     |                                    | C                                  |                                    | 1                                  | 1                                  | C                                  | 1                                  | 1                                  | 1                                  |                                    |                                    | C                                  | 2                                  | 1                                  | 1                                  | 1                                  | 2                                  | 1                                  |                                    |
| Ski alpin                          | Ski alpin        | Pictogramme Ski alpin           |                                    |                                    |                                    |                                    | 1                                  | 1                                  | 1                                  | 1                                  | 1                                  | 1                                  |                                    | 1                                  |                                    | 1                                  | 1                                  | 1                                  |                                    | 1                                  |                                    |
| Ski nordique                       | Biathlon         | Pictogramme Biathlon            |                                    |                                    |                                    | 1                                  |                                    | 1                                  | 1                                  |                                    |                                    | 1                                  | 1                                  | 2                                  |                                    | 1                                  | 1                                  |                                    | 1                                  | 1                                  |                                    |
| Ski nordique                       | Combiné nordique | Pictogramme Combiné nordique    |                                    |                                    |                                    |                                    |                                    |                                    |                                    | 1                                  |                                    |                                    |                                    |                                    |                                    | 1                                  |                                    | 1                                  |                                    |                                    |                                    |
| Ski nordique                       | Saut à ski       | Pictogramme Saut à ski          |                                    |                                    |                                    | 1                                  | 1                                  | 1                                  |                                    |                                    |                                    | C                                  | 1                                  |                                    | 1                                  |                                    |                                    |                                    |                                    |                                    |                                    |
| Ski nordique                       | Ski de fond      | Pictogramme Ski de fond         |                                    |                                    |                                    | 1                                  | 1                                  |                                    | 2                                  |                                    | 1                                  | 1                                  | 1                                  | 1                                  |                                    |                                    | 2                                  |                                    |                                    | 1                                  | 1                                  |
| Snowboard                          | Snowboard        | Pictogramme Snowboard           |                                    |                                    |                                    | C                                  | 1                                  | 1                                  | 2                                  | 1                                  | 2                                  | 1                                  | 1                                  |                                    | C                                  | 2                                  |                                    |                                    |                                    |                                    |                                    |
|                                    |                  |                                 | 2                                  | 3                                  | 4                                  | 5                                  | 6                                  | 7                                  | 8                                  | 9                                  | 10                                 | 11                                 | 12                                 | 13                                 | 14                                 | 15                                 | 16                                 | 17                                 | 18                                 | 19                                 | 20                                 |
| Jour de compétition (février 2022) |                  |                                 |                                    |                                    |                                    |                                    |                                    |                                    |                                    |                                    |                                    |                                    |                                    |                                    |                                    |                                    |                                    |                                    |                                    |                                    |                                    |

### Tableau des médailles
- Pays organisateur ( Chine)

| Rang  | Nation             | Or  | Argent | Bronze | Total |
| ----- | ------------------ | --- | ------ | ------ | ----- |
| 1     | Norvège            | 16  | 8      | 13     | 37    |
| 2     | Allemagne          | 12  | 10     | 5      | 27    |
| 3     | États-Unis         | 9   | 9      | 7      | 25    |
| 4     | Chine              | 9   | 4      | 2      | 15    |
| 5     | Suède              | 8   | 5      | 5      | 18    |
| 6     | Pays-Bas           | 8   | 5      | 4      | 17    |
| 7     | Autriche           | 7   | 7      | 4      | 18    |
| 8     | Suisse             | 7   | 2      | 6      | 15    |
| 9     | ROC                | 5   | 12     | 15     | 32    |
| 10    | France             | 5   | 7      | 2      | 14    |
| 11    | Canada             | 4   | 8      | 14     | 26    |
| 12    | Japon              | 3   | 7      | 8      | 18    |
| 13    | Italie             | 2   | 7      | 8      | 17    |
| 14    | Corée du Sud       | 2   | 5      | 2      | 9     |
| 15    | Slovénie           | 2   | 3      | 2      | 7     |
| 16    | Finlande           | 2   | 2      | 4      | 8     |
| 17    | Nouvelle-Zélande   | 2   | 1      | 0      | 3     |
| 18    | Australie          | 1   | 2      | 1      | 4     |
| 19    | Grande-Bretagne    | 1   | 1      | 0      | 2     |
| 20    | Hongrie            | 1   | 0      | 2      | 3     |
| 21    | Belgique           | 1   | 0      | 1      | 2     |
| 21    | République tchèque | 1   | 0      | 1      | 2     |
| 21    | Slovaquie          | 1   | 0      | 1      | 2     |
| 24    | Biélorussie        | 0   | 2      | 0      | 2     |
| 25    | Espagne            | 0   | 1      | 0      | 1     |
| 25    | Ukraine            | 0   | 1      | 0      | 1     |
| 27    | Estonie            | 0   | 0      | 1      | 1     |
| 27    | Lettonie           | 0   | 0      | 1      | 1     |
| 27    | Pologne            | 0   | 0      | 1      | 1     |
| Total | Total              | 109 | 109    | 110    | 328   |

Ces données, provenant du tableau des médailles des Jeux olympiques d'hiver de 2022, ont pour source le classement établi par le Comité international olympique et publié sur son site officiel.

## Polémiques

### Manque de neige naturelle
Dès le choix de la capitale chinoise pour accueillir ces Jeux, plusieurs voix s'élèvent pour critiquer la distance entre les lieux de compétition sachant qu'il n'y a aucune montagne à proximité de Pékin ; en effet, les épreuves de ski de fond ont lieu à plus de 200 km du village olympique.
Par ailleurs, à Yanqing, où doit se dérouler le ski alpin, il tombe en moyenne cinq centimètres de neige par an. Le comité d'organisation a donc dû construire un réseau de neige de culture enterré pour pouvoir garantir la tenue des compétitions,. Cette problématique n'est cependant pas une nouveauté car, à l'occasion des précédentes éditions, plusieurs domaines olympiques y avaient massivement recours comme à Sotchi ou PyeongChang. L'enneigement artificiel a débuté à la mi-décembre 2021, le tout sous un processus strict qui prend en compte la protection de l'environnement, garantie par Li Xin, le directeur adjoint de l'exploitation de la montagne au Centre national de ski alpin. On doit reconnaître que de la neige est tombée dans les tout derniers jours des Olympiades, mais ceci doit être considéré comme un épiphénomène.

### Impact environnemental
Comme il a fallu construire de nombreuses infrastructures de grande ampleur en montagne (pistes de ski, hébergements, piste de bobsleigh, tremplins de saut à ski, etc.), certaines régions ont été totalement transformées. L'impact écologique de ces projets inquiète des scientifiques depuis plusieurs années.
Le site alpin de Yanqing a été installé au cœur de la réserve naturelle de Songshan, une zone boisée auparavant totalement inhabitée. Classée officiellement, elle abrite de nombreuses espèces protégées dont un type rare d'orchidée et des espèces menacées comme le léopard doré. Les responsables régionaux nient tout problème, argumentant que les contours de la réserve naturelle auraient été redessinés et étendus, ce qui n'est pas sérieux pour les experts qui répondent qu'on ne déplace pas aussi facilement une réserve naturelle. 
Sur le site de Zhangjiakou, des milliers de paysans ont été déplacés pour aménager la région.
Afin de produire suffisamment de neige artificielle pour ces Jeux, au moins deux millions de mètres cubes d’eau sont nécessaires pour l’ensemble des sites olympiques, soit 10 000 mètres cubes par hectare, une quantité incomparablement supérieure à ce qui est requis dans les Alpes. Or, comme tout le nord de la Chine, la région est aride et souffre d’une pénurie d’eau chronique extrêmement grave, qui promet d'empirer encore à cause du réchauffement climatique. Le gouvernement a donc construit de multiples conduits de plusieurs dizaines de kilomètres pour dévier l'eau vers les sites olympiques et la stocker dans d'immenses réservoirs. Simultanément, plus de 700 stations de ski, qui dépendent largement de l’enneigement artificiel, ont été créées.

### Appel au boycott

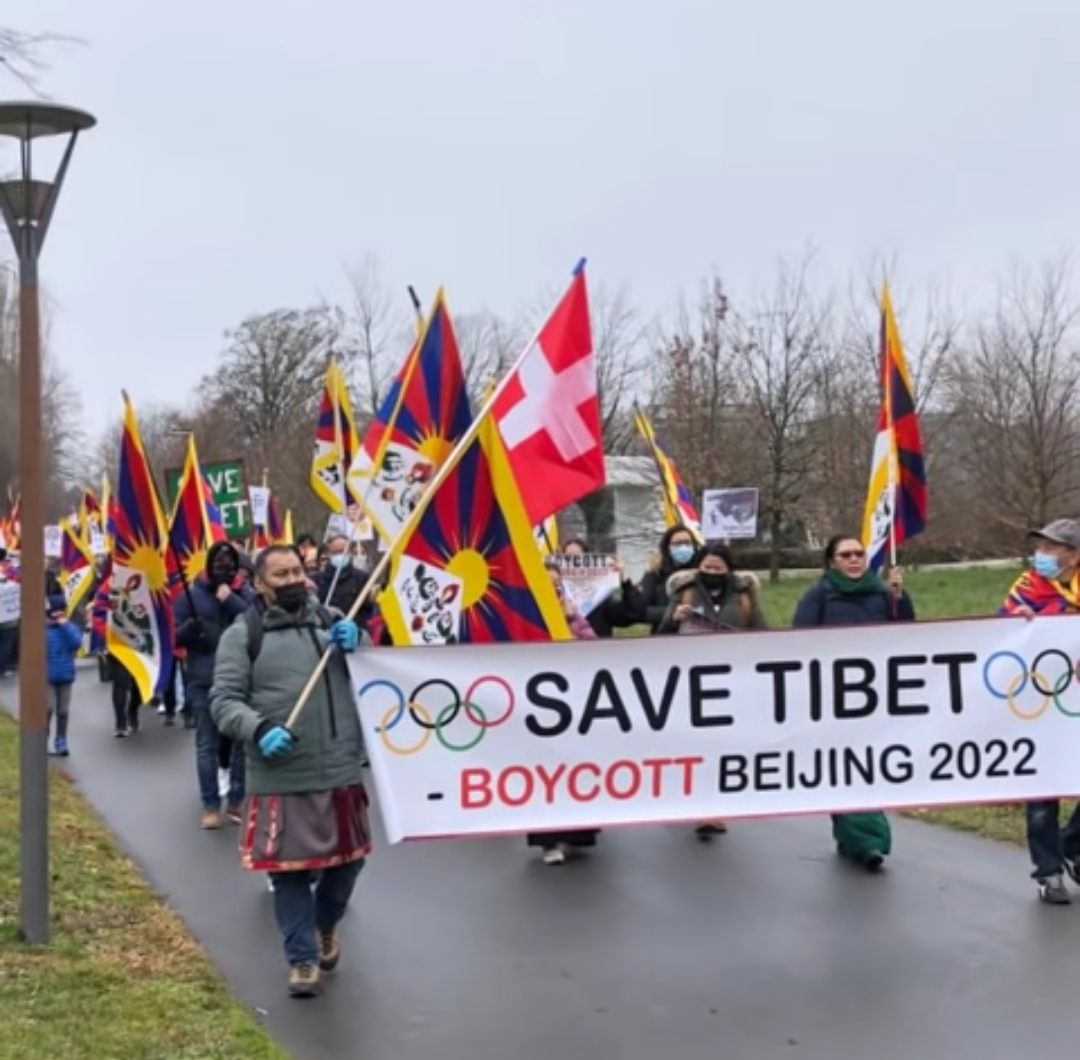
Manifestation devant le siège du Comité international olympique.

Les appels au boycott des Jeux olympiques d'hiver 2022 se multiplient en Occident pour condamner ce qu'ils appellent  des persécutions et l'internement  d' Ouïghours au Xinjiang. Différentes motions sont introduites dans plusieurs pays, dont le « boycott diplomatique ». C'est ainsi qu'en juillet 2021, le Parlement européen vote une résolution à 578 pour et 29 contre demandant aux personnalités politiques et diplomatiques de ne pas se rendre aux Jeux olympiques de 2022, pour protester contre les atteintes aux droits de l'homme par la Chine, notamment à Hong-Kong, au Xinjiang ou encore au Tibet. Le 6 décembre 2021, Joe Biden, président des États-Unis, déclare le boycott diplomatique des Jeux olympiques par les États-Unis, à savoir l'absence de délégation diplomatique, sans impact pour les athlètes américains. Les jours suivants, la Nouvelle-Zélande, l'Australie, le Royaume-Uni et le Canada annoncent également un boycott diplomatique des Jeux olympiques,,. Le Japon et la Lituanie se joignent à leur tour au boycott diplomatique quelques jours après, tout comme les Pays-Bas et le Danemark.
L’Inde qui participe avec un concurrent ne retransmet pas la cérémonie d'ouverture à la télévision et aucun officiel ne se rend sur place parce que le dernier porteur de la flamme olympique est un militaire chinois impliqué dans un affrontement avec l'armée indienne en juin 2020.

### Tensions avec Taïwan

Drapeau olympique de Taïwan.

En vertu d’un accord conclu en 1981, Taïwan participe aux Jeux olympiques sous la bannière de « Taipei chinois » et quatre sportifs participent en 2022 aux épreuves.
Le 28 janvier 2022, l’instance taïwanaise chargée du sport a annoncé qu'il n'y aura aucun athlète représentant officiellement le pays aux cérémonies des Jeux olympiques d’hiver en motivant sa décision par les restrictions liées au Covid-19 et des perturbations du trafic aérien,. Cette décision intervient alors qu'on peut observer une montée des tensions entre l'état souverain et la Chine pour qui l'île de Taïwan doit redevenir une province chinoise selon la politique d'une seule Chine. En septembre 2021, Eric Chu a été reconduit au poste de secrétaire général du Kuomintang face à Chang Ya-chung qui prônait un rapprochement avec la Chine communiste. Plus tôt le mercredi 26, une porte-parole du Bureau chinois des affaires taïwanaises avait provoqué une polémique lorsqu'elle a appelé l'équipe taïwanaise « Zhongguo Taibei » (« 中國臺北 ») soit « Taipei, Chine », au lieu de l'habituel « Chunghua Taibei » (« 中華臺北 » ) soit « Taipei chinois ».
Le comité olympique de Taipei chinois revient finalement le 1er février sur sa décision sous la pression du CIO qui exige de toutes les délégations participant aux Jeux olympiques d’hiver de Pékin 2022 qu’elles coopèrent et assistent aux cérémonies d’ouverture et de clôture,.

### Menaces du gouvernement chinois
Les autorités chinoises ont mis en garde les athlètes olympiques que toute forme d'activisme, de manifestation ou de prise de position sur un sujet politique lors des Jeux pourraient être punie, notamment par la suppression immédiate des visas et accréditations.
C'est la première fois dans l'histoire des JO qu'un pays hôte menace ainsi explicitement des sportifs, ce qui va à l'encontre des règles du CIO puisque la charte olympique autorise la libre expression de ses athlètes (à l'exception de certaines circonstances précises).

### Cybersécurité des délégations et des journalistes
Les visiteurs étrangers, athlètes comme journalistes ou encore dirigeants politiques, sont appelés à la vigilance face au risque de piratage lors de ces JO.
Citizen Lab, spécialiste canadien des questions de cybersécurité, a annoncé avoir identifié plusieurs failles dans l'application MY2022 que doivent utiliser tous les participants aux Jeux. Cette appli est utilisée officiellement pour contrôler le statut sanitaire des participants qui resteront dans la bulle mise en place par Pékin pour éviter la transmission du Covid-19 au reste du pays mais, pour Citizen Lab, le manque de protection des données signifie que des pirates peuvent potentiellement avoir accès à des informations personnelles d'utilisateurs.
Le CIO a annoncé que les participants aux Jeux de Pékin auraient accès à un internet non censuré grâce au réseau Wi-Fi et à leur carte SIM fournie par l'opérateur China Unicom. Une société de sécurité informatique australienne, Internet 2.0, affirme dans un récent rapport qu'un VPN et un anti-virus fournis par deux sponsors des Jeux peuvent servir à collecter des données à l'insu des utilisateurs.
Plusieurs comités olympiques, notamment en Australie, au Canada, aux États-Unis, au Royaume-Uni, en Belgique et aux Pays-Bas, ont conseillé à leurs athlètes de laisser leur téléphone et leur ordinateur habituels à la maison et de n'emporter à Pékin que des appareils jetables, comme le font habituellement les diplomates ou les hommes d'affaires de passage en Chine.
RSF recommande aux journalistes qui se déplaceront en Chine d’éviter de télécharger des applications pouvant permettre aux autorités chinoises de les surveiller, de dénoncer toute ingérence éditoriale ou pression émanant du régime et de poursuivre leurs enquêtes sur les attaques de Pékin contre la liberté de la presse.
En réaction, le comité d'organisation des Jeux a affirmé que ces inquiétudes n'étaient fondées sur aucune preuve.